# Umaldy Theodore Waterfall
Umaldy Theodore Waterfall (13 de agosto de 1910 , Frederick, Oklahoma - 27 de octubre de 1971 , Stillwater, Oklahoma) fue un botánico estadounidense.
En 1935 recibió su título de Licenciatura de la "Oklahoma A & M", estudió botánica en la Universidad de Oklahoma en Norman, donde recibió su título de M.Sc. en 1942, y en 1956 su doctorado. Su tesis doctoral fue una monografía sobre el género Physalis de la familia de las solanáceas.
Su principal interés fue la flora del Estado de Oklahoma, publicando más de 30 artículos en revistas científicas. Algunas de esas publicaciones aparecieron como una colección bajo el título de "Estudios en la composición y distribución de la flora de Oklahoma". En 1952: "Catálogo de la Flora de Oklahoma".
- La abreviatura «Waterf.» se emplea para indicar a Umaldy Theodore Waterfall como autoridad en la descripción y clasificación científica de los vegetales.[1]